# Fruitland Park
Fruitland Park és una població dels Estats Units a l'estat de Florida. Segons el cens del 2000 tenia 3.186 habitants.

## Demografia
Segons el cens del 2000, Fruitland Park tenia 3.186 habitants, 1.192 habitatges, i 890 famílies. La densitat de població era de 421,3 habitants/km².
Dels 1.192 habitatges en un 37,2% hi vivien nens de menys de 18 anys, en un 56,1% hi vivien parelles casades, en un 14,2% dones solteres, i en un 25,3% no eren unitats familiars. En el 20,8% dels habitatges hi vivien persones soles el 8,9% de les quals corresponia a persones de 65 anys o més que vivien soles. El nombre mitjà de persones vivint en cada habitatge era de 2,67 i el nombre mitjà de persones que vivien en cada família era de 3,07.
Per edats la població es repartia de la següent manera: un 27,9% tenia menys de 18 anys, un 8,6% entre 18 i 24, un 29,2% entre 25 i 44, un 22,3% de 45 a 60 i un 12% 65 anys o més.
L'edat mediana era de 36 anys. Per cada 100 dones de 18 o més anys hi havia 88,2 homes.
La renda mediana per habitatge era de 40.403 $ i la renda mediana per família de 42.665 $. Els homes tenien una renda mediana de 29.375 $ mentre que les dones 19.951 $. La renda per capita de la població era de 16.400 $. Entorn del 8,1% de les famílies i el 10,2% de la població estaven per davall del llindar de pobresa.

## Poblacions més properes
El següent diagrama mostra les poblacions més properes.